# Karl Hüfner
Karl Ambrosius Hüfner (* 24. Oktober 1864 in Speicherz; † 1949) war ein deutscher Reichsgerichtsrat.

## Leben
Während seines Studiums wurde er 1885 Mitglied der Burschenschaft Germania zu Würzburg. Hüfner wurde promoviert. 1889 wurde Hüfner auf den bayrischen Landesherrn vereidigt. 1895 wurde er zum III. Staatsanwalt und im darauf folgenden Jahr zum Amtsrichter ernannt. 1899 folgte die Beförderung zum II. Staatsanwalt und 1902 zum Landgerichtsrat. 1903 wurde er aus Gründen des Länderproporzes in das Kaiserliche Patentamt entsandt. 1904 ernannte man ihn zum Geheimen Regierungsrat und 1921 zum Oberregierungsrat. Am 1. Dezember 1921 kam er an das Reichsgericht. Er war im I. Zivilsenat, IV. Strafsenat und VIII. Zivilsenat tätig. Er wurde vor 1932 pensioniert.

## Schriften (Auswahl)
- Rede des Reichsgerichtsrats Dr. Hüfner, Leipzig vom 3. Juli 1925 im Gürzenich zu Köln, München 1925.
- Die Kunst der richterlichen Vernehmung (Maschinenschriftlich) um 1937
- Art. 126. Petitionsrecht (Bitt- und Beschwerderecht), in: Nipperdey: Die Grundrechte und Grundpflichten der Reichsverfassung, Band II, Berlin 1930, S. 176 ff.
- „Schließt der Richterberuf der politische Tätigkeit aus?“ Deutsche Juristen-Zeitung, Jahrgang 12 (1907), Sp. 789.
- „Vorträge über gerichtliche Beredsamkeit und praktische Redeübungen auf den deutschen Universitäten“, Deutsche Juristen-Zeitung, Jahrgang 15 (1910), Sp. 993.
- „Feststellung des Wortlauts der Patentschrift durch das Patentamt und Anführung des Namens des Erfinders in der Patentschrift“, MuW, 10 (1910), S. 365.
- „Die technische Ausbildung des Juristen“, Das Recht, Jahrgang XIV (1910). Sp. 97.
- „Richteramt und Wahlrecht der Frau“, HirthsAnn 10, S. 442.
- „Das Geheimpatent nach geltendem Recht und unter dem Gesichtspunkte notwendiger Verbesserungen“, GRUR 1911, S. 260.
- „Die öffentlichen Körperschaften im Sinne der Reichsverfassung“, Leipziger Zeitschrift für deutsches Recht, Jahrgang XIV (1920), Sp. 777.